# Tegenaria hemanginiae
Tegenaria hemanginiae là một loài nhện trong họ Agelenidae.
Loài này thuộc chi Tegenaria. Tegenaria hemanginiae được miêu tả năm 1992 bởi C. Adinarayana Reddy & Patel.